# Portobiliární prostor
Portobiliární prostor, Glissonova triáda, jaterní triáda či portální triáda, je struktura nacházející se v játrech, v místě styku tří sousedících jaterních lalůčků. Je to prostor vyplněný vazivovou tkání, která navazuje až na povrchové Glissonovo pouzdro jater. Uvnitř prochází interlobulární tepna, interlobulární žíla, vycházející z vrátnicové žíly, a interlobulární žlučovod, proto triáda. Často však interlobulární žíla chybí a v portobiliárním prostoru prochází pouze tepna a žlučovod. Tyto struktury doprovází vegetativní nervy a lymfatické cévy.

## Galerie

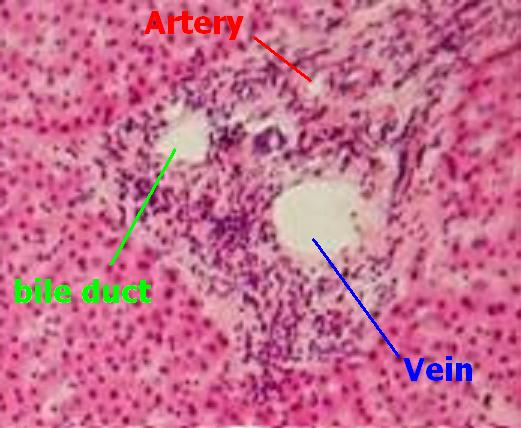
Portobiliární prostor, histologický preparát ve světelném mikroskopu, barveno hematoxylin-eosinem. Označena tepna (červeně), žíla (modře) a žlučovod (zeleně)